# Jennie Wåhlin
Jennie Wåhlin (født 26. november 1997) er en svensk curlingspiller.
Hun repræsenterede Sverige under vinter-OL 2018 i Pyeongchang, hvor hun tog guld.